# Auguste-Charles Vivroux
Auguste-Charles Vivroux, né en 1859 à Verviers et mort en 1920, est un architecte belge.
Fils de l'architecte Auguste Vivroux (1824-1899), il collabore avec son père jusqu'à la mort de celui-ci. Il est le père de l'architecte Charles Vivroux (1890-1985). L'œuvre d'Auguste-Charles Vivroux s'inscrit principalement dans le courant de l'architecture éclectique.

## Réalisations
- 1900 : château Neufays à Fays (Theux)[1].
- 1905 : château du Neubois à Nivezé (Spa).
- 1912 : Villa des Fleurs à Spa.
- 1912 : château du Bois de Banneux à Fraipont (Trooz) .